# نشستن

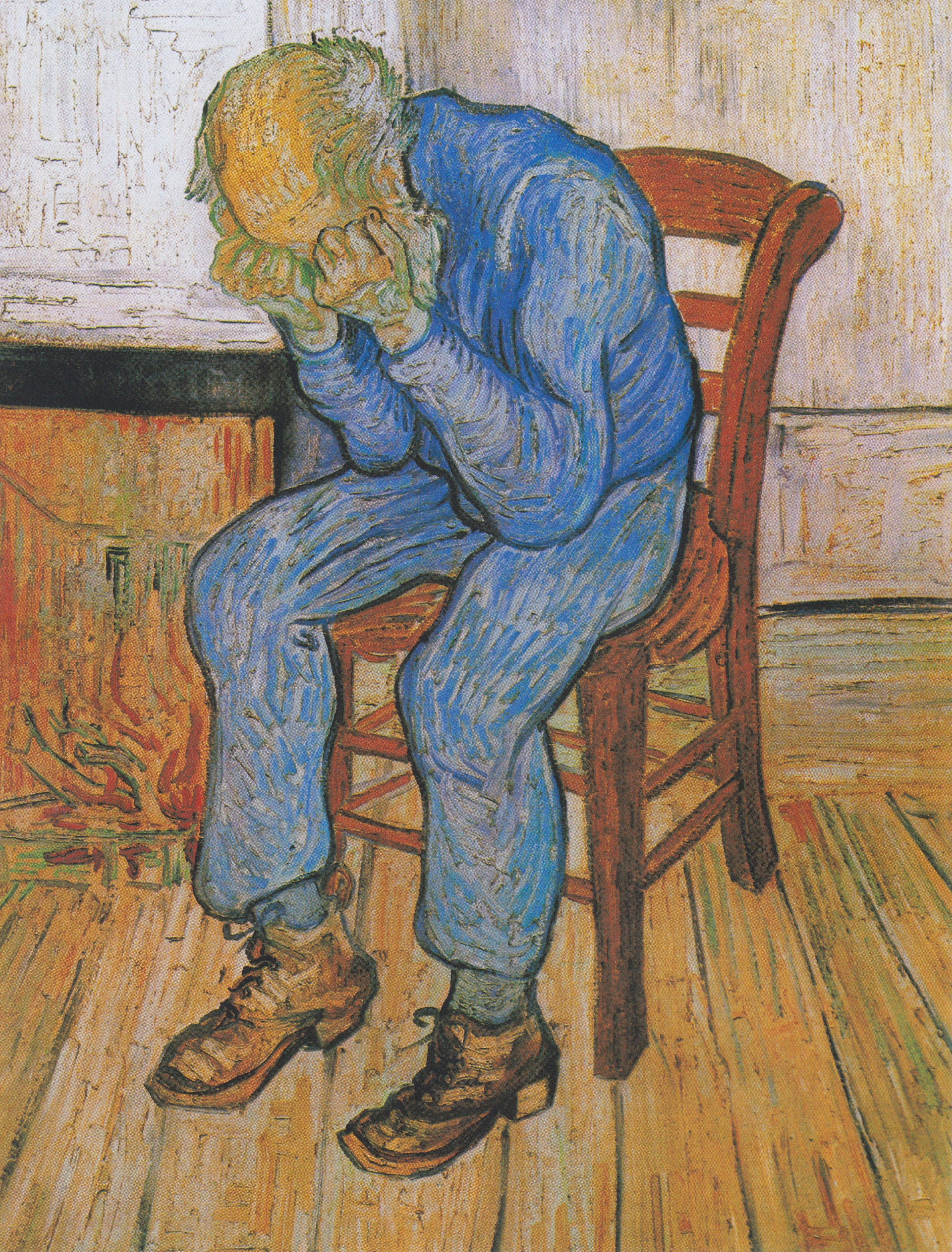
بر دروازه ابدیت اثر ونسان ون گوگ

نِشَستَن یک عمل اساسی انسان و یکی از موقعیّت‌های استراحت است. در این حالت نشیمنگاه قسمت عمدهٔ وزن بدن را با انتقال آن به زمین یا هر شیء افقی دیگر مانند صندلی پشتیبانی می‌کند. نیم‌تنه کمابیش شبیه به حالتِ ایستاده ‌است. نشستن برای مدّت طولانی در روز ممکن است خطرات جدّی برای سلامتی به‌همراه داشته باشد و افرادی که به‌طور منظّم برای مدت طولانی می‌نشینند، میزان مرگ و میر بیشتری نسبت به افرادی که این کار را نمی‌کنند، دارند.

## رواج

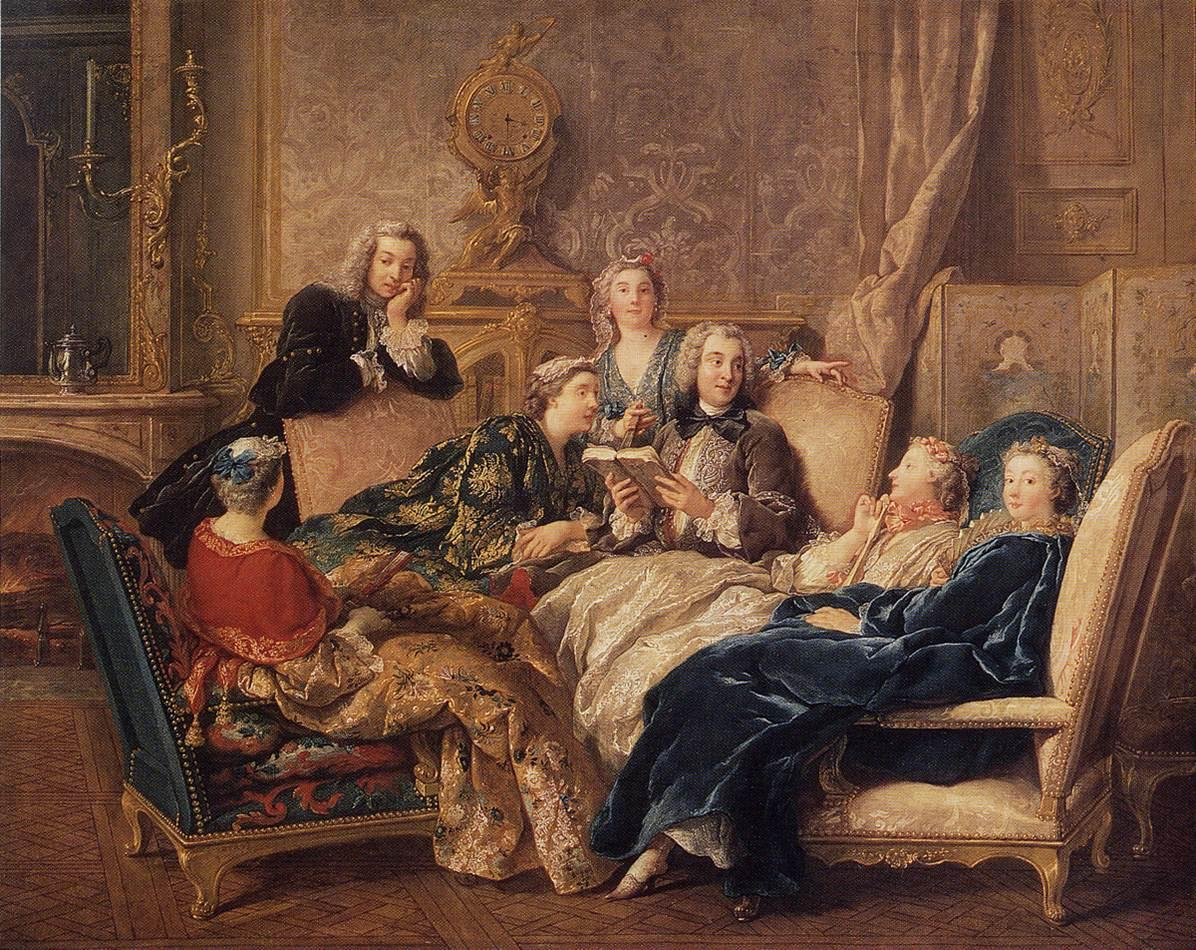
زنی نشسته بر روی صندلی اثر ژان فرانسیس دتروی

انجمن کایروپراکتیک انگلستان در سال ۲۰۰۶ اعلام کرد که ۳۲٪ از جمعیت آن کشور بیش از ده ساعت در روز را در حالت نشستن می‌گذرانند.

## سلامت
هنگامی ‌که بدن در یک حالت ایستا مانند نشستن قرار می‌گیرد حدود ۵۰ درصد از عضلات آن منقبض خواهند شد و در مقایسه با راه رفتن فشار بیشتری را به بدن وارد می‌کنند که این امر باعث عدم تعادل عضلات، افزایش فشار و تحلیل رفتگی دیسک بین مهره‌های ستون فقرات به ویژه در قسمت گردن و پایین کمر شده و کاهش گردش خون و کاهش توانایی حرکتی ستون فقرات را به دنبال خواهد داشت.
نشستن غیرصحیح بر روی صندلی می تواند به سلامت ستون فقرات در مرور زمان آسیب جدی وارد کند. صندلی های متناسب با اصول ارگونومی برای رفع اینگونه مشکل ها بوجود آمده اند.